# Torriglia
Torriglia (Toriggia in ligure) è un comune italiano di 2 225 abitanti della città metropolitana di Genova in Liguria.

## Geografia fisica

### Territorio

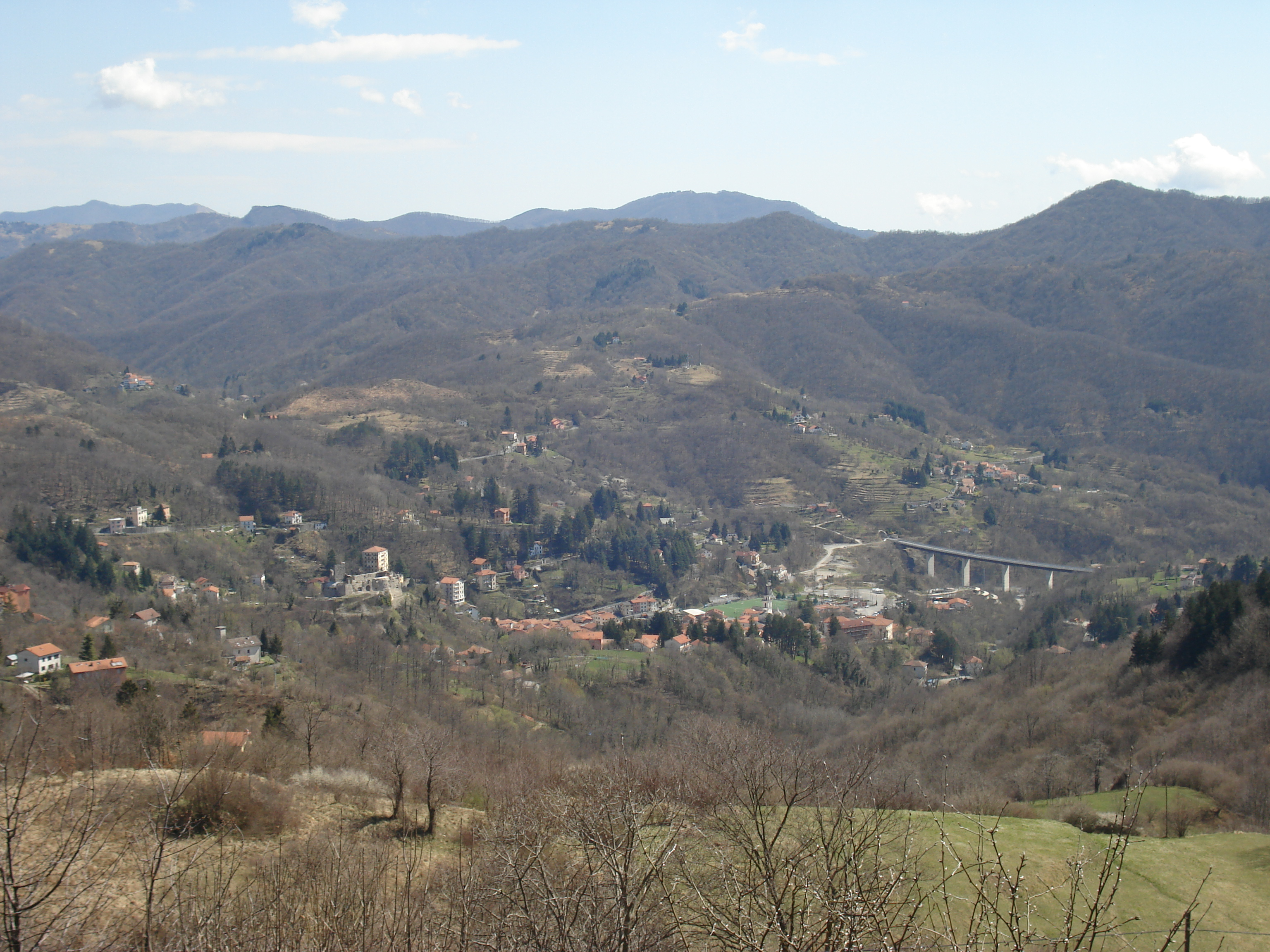
Panorama del territorio torrigliese

Il territorio comunale è situato in zona collinare ai piedi del monte Prelà (1406 m) in uno spartiacque comprendente le valli dei fiumi Trebbia e Scrivia e il bacino del lago del Brugneto, a breve distanza dal passo della Scoffera (674 m s.l.m.) collegante le valli Scrivia e Bisagno. Attraverso il passo del Portello (1.040 m s.l.m.) è possibile il collegamento tra la valle fontanina e l'alta val Trebbia.
Tra le vette del territorio il monte Duso (1451 m), il monte Scietto (1150 m), il monte Montaldo (1136 m), il monte Lavagnola (1113 m), il monte Corsica (1096 m), il monte Bragagino (1091 m), il monte Frisciallo (1061 m), il monte Penzo (1061 m), il monte Moro di Torriglia (1049 m), il monte di Pezza (1029 m), il monte Dragonat (988 m), il monte Spina (984 m), il bric della Croce (952 m), il monte del Cardinale (946 m), il monte Carcagno (914 m), il monte la Colla (898 m), il monte Castelluzzo (850 m), il monte Chiappa (827 m).
Il territorio, a nord est di Genova, è ricco di boschi e pascoli ed in estate è meta di vacanza per molte famiglie del vicino capoluogo.
Il territorio fa parte del Parco naturale regionale dell'Antola di cui ospita, presso l'edificio della Torriglietta, la sede scientifica ed il centro visitatori e CST Alta Via dei Monti Liguri, nonché il centro di turismo equestre.

## Storia

### Percorso storico

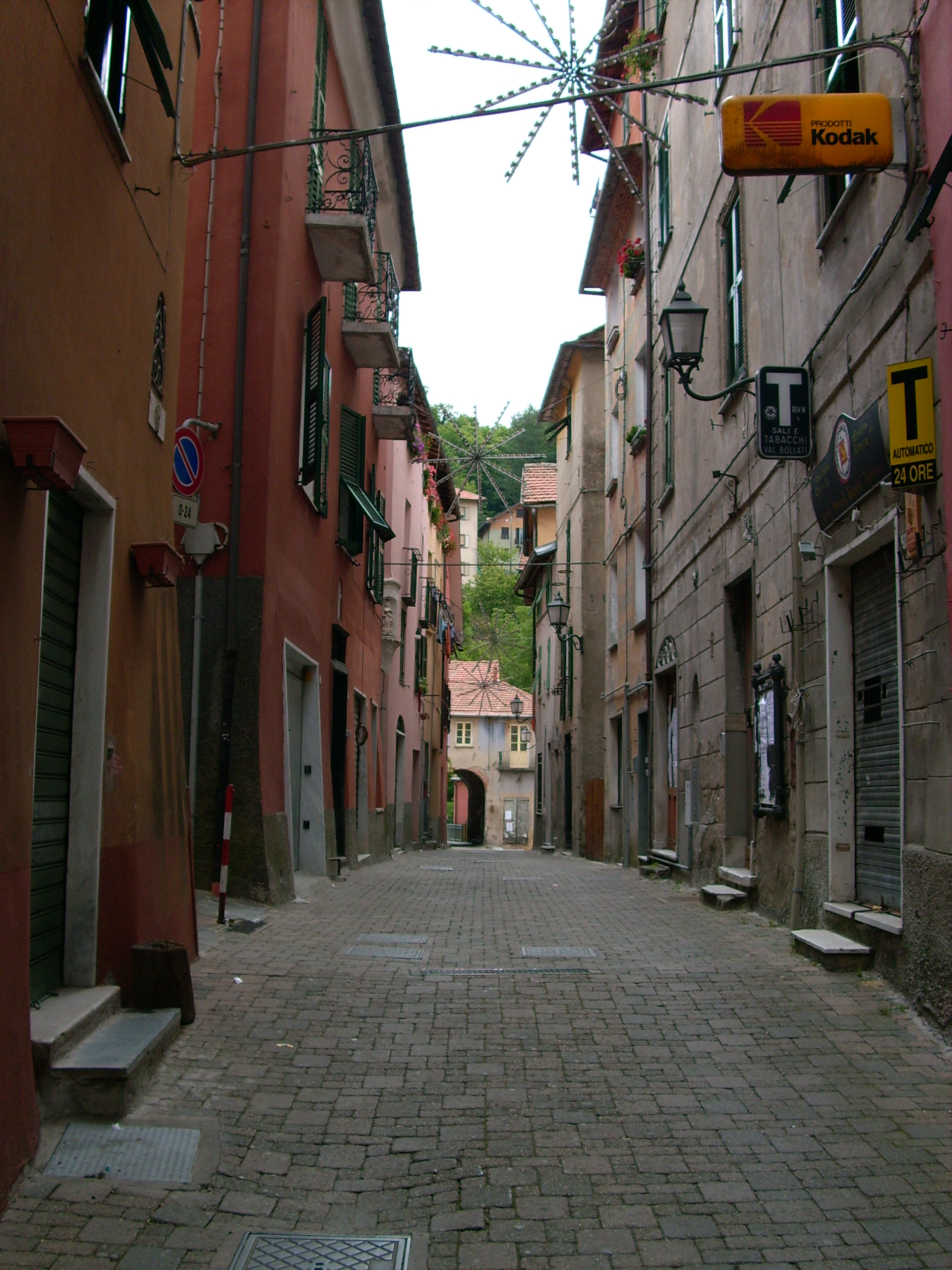
Scorcio del centro storico di Torriglia

Il borgo di Torriglia ebbe molto probabilmente origine in epoca romana.
In epoca medievale Torriglia fu sede di un vero e proprio centro di evangelizzazione della val Trebbia con la presenza dell'antica abbazia di Patrania, citata nei testi come abatiam de Patrania.
Nel 947 il re Lotario II donò l’abbazia di Santa Maria di Patrania ed il suo feudo a quella dell'abbazia di San Marziano di Tortona nella persona del fondatore dell'abbazia tortonese il vescovo ed abate Giseprando, cancelliere di Lotario II, vescovo di Tortona e contemporaneamente abate di Bobbio, cosicché gli abati di San Marziano porteranno anche il titolo di abate di Patrania; in seguito da lì a poco si separeranno in alta val Trebbia i possedimenti monastici tortonesi e bobbiesi.
In seguito divenne feudo dal 1227 della famiglia Malaspina, già signori della Lunigiana e del levante ligure, grazie all'approvazione dell'imperatore Federico II di Svevia.
Intorno alla metà del XIII secolo fu sottoposto ai conti Fieschi di Lavagna, i quali edificheranno in un periodo successivo il locale castello per la difesa del borgo; quest'ultimo venne poi sottoposto al controllo della Repubblica di Genova, mantenendo però ai Fieschi l'ufficiale investitura sul feudo.
Nella lotta tra le diverse fazioni guelfe e ghibelline il feudo ne fu pienamente coinvolto, scatenando nel 1432 la reazione di Genova che assalì ed espugnò il castello fliscano.
Dopo la congiura dei Fieschi del 1547 contro la repubblica, e soprattutto contro la famiglia Doria, fu assoggettato a questi ultimi che videro elevare il feudo di Torriglia al titolo di marchesato fino al 1760 e di principato dell'impero fino all'arrivo di Napoleone Bonaparte in Liguria nel 1797, quando furono aboliti i feudi imperiali.

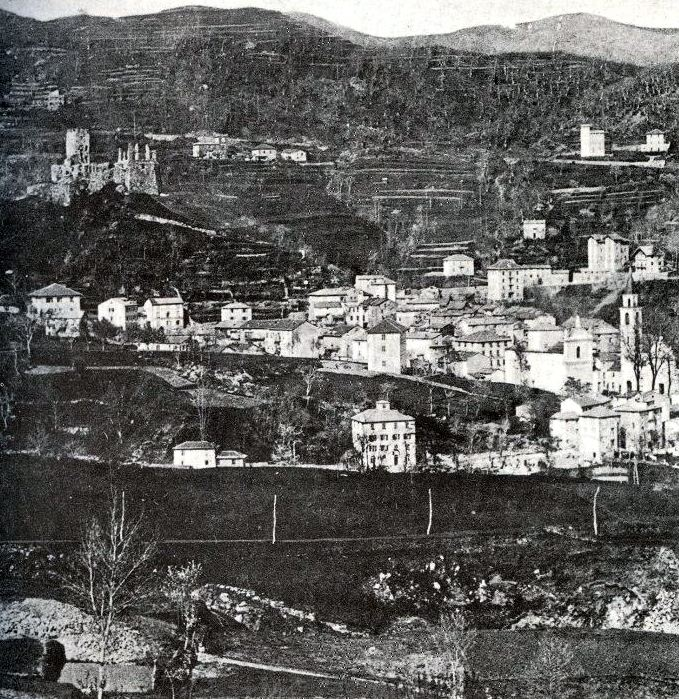
Panorama del borgo e del castello all'inizio del XX secolo

Con la riorganizzazione del territorio conseguente all’istituzione della Repubblica Ligure, attuata con Decreto del Direttorio in data 18 aprile 1798, Torriglia divenne capoluogo della giurisdizione dei Monti Liguri Orientali, in alternanza ad Ottone e Santo Stefano d’Aveto, con tribunale civile e criminale, ed inoltre capo-cantone del 6º cantone della Giurisdizione, coincidente appunto con la sua parrocchia. Per le relative competenze vi ebbero allora sede due giudici di pace di prima e seconda categoria. Con la legge organica n. 24 del 17 gennaio 1803, che innovò la divisione del territorio ligure in sei nuove giurisdizioni, fu istituito il Cantone del Laccio appartenente alla giurisdizione del Centro e Torriglia ne fu eretta capocantone. Con l’annessione al Primo Impero francese, dal 13 giugno 1805 al 1814 questo venne inserito nel dipartimento di Genova.
Nel 1815 entrò nel Regno di Sardegna, secondo le decisioni del congresso di Vienna del 1814, e successivamente nel Regno d'Italia dal 1861. Dal 1859 al 1926 il territorio fu compreso nell'XI mandamento di Torriglia del circondario di Genova dell'allora provincia di Genova.
Durante la seconda guerra mondiale si distinse per le lotte partigiane di Resistenza, infatti qui nacque quella che divenne nota come Repubblica di Torriglia, la "Prima Repubblica partigiana della Liguria".
Il 17 luglio 1908 si verificò un violento nubifragio con una piena straordinaria della Trebbia che devastò case e campagne soprattutto nel territorio del mandamento bobbiese di Ottone e fra i confini delle provincie di Genova e Pavia, con gravi danni nell'abitato di Gorreto, distruggendo cinque ponti lungo la statale 45 interrompendo le comunicazioni stradali fra Ottone e Torriglia, e la linea telegrafica fra Bobbio e Genova; danni ed allagamenti anche nel piacentino a Rivergaro e a Sant'Antonio a Trebbia nei pressi di Piacenza. Distruzioni imponenti e danni più ingenti si verificarono, invece, con l'alluvione che colpì la val Trebbia il 19 settembre 1953.
Dal 1973 al 31 dicembre 2008 ha fatto parte della Comunità montana Alta Val Trebbia e, con le nuove disposizioni della Legge Regionale n° 24 del 4 luglio 2008, ha fatto parte fino al 2011 della Comunità montana delle Alte Valli Trebbia e Bisagno.

### Il marchesato e principato di Torriglia
Centro amministrativo del marchesato (fino al 1760) e poi del principato (1760-1797), Torriglia fu anche sede di un commissario che esercitava la podestà per conto dei suoi signori assieme a quattro Reggenti del Borgo. La giurisdizione di Torriglia comprendeva - nel 1712 - alcune "Ville" rappresentate da consoli: Casaleggio, Caorsi, Marzano, Orcesi, Tercesi, Frevada, Donetta, Garaventa, Pentema, Bavastri, Bavastrelli, Caprile, Propata, Fascia, Cassingheno, Alpicella, Montebruno, Porcile-Pareto, Dova, Canale, Fontanigorda. Nel territorio del principato erano ricompresi anche gli altri "feudi di montagna" dei Doria Pamphilj, mentre dal precedente marchesato era esclusa la giurisdizione di Santo Stefano d'Aveto.
Nel medioevo i suoi sovrani furono i Fieschi. In seguito al fallimento della famosa congiura del 1547 la signoria fu trasferita ai marchesi Doria, poi Doria-Landi, principi di Melfi, della val di Taro e Meldola e marchesi di Loano (1679), Carrega Ligure, Garbagna, Grondona, Gremiasco, Fabbrica, Santo Stefano d'Aveto (1760), Cabella Ligure (1784), Croce Val Trebbia, Ottone, Vargo, Fontana e signori di Fontanarossa, San Sebastiano Curone, Stellanello e Valle.

#### Sovrani
Dal 1547 la signoria sovrana fu concessa dall'imperatore Carlo V ad Andrea Doria ed alla famiglia Doria col titolo di Marchesato di Torriglia:
- Andrea Doria 1547-1560;
- Pagano d'Oria 1560-1574, residente a Loano;
- Giovanni Andrea Doria 1574-1606;
- Andrea II 1606-1612;
- reggente la moglie Giovanna Colonna 1612-1640;
- Giovanni Andrea II (Giò Andrea) Doria Colonna 1640;
- reggente Polissena Doria 1641-1648;
- Andrea III 1648-1654;
- reggente la moglie Violante Lomellini 1654-1679;
- Giò Andrea III Doria Landi 1679-1743, primo a risiedere a Torriglia;
- Giò Andrea IV 1743-1764, primo principe di Torriglia;
- Andrea IV 1764-1794, marchese di Cabella (1784);
- Giò Andrea V 1794-5 agosto 1797, ultimo principe.

### Simboli
Stemma
Gonfalone
Lo stemma e il gonfalone sono stati concessi con il decreto del presidente della Repubblica del 21 marzo 1997.

Nella parte superiore l'aquila nera è simbolo della famiglia Doria che dominò il feudo di Torriglia e nella parte inferiore le tre torri merlate alla guelfa, rappresentano le vestigia dell'antico castello che ancora domina il borgo.

## Monumenti e luoghi d'interesse

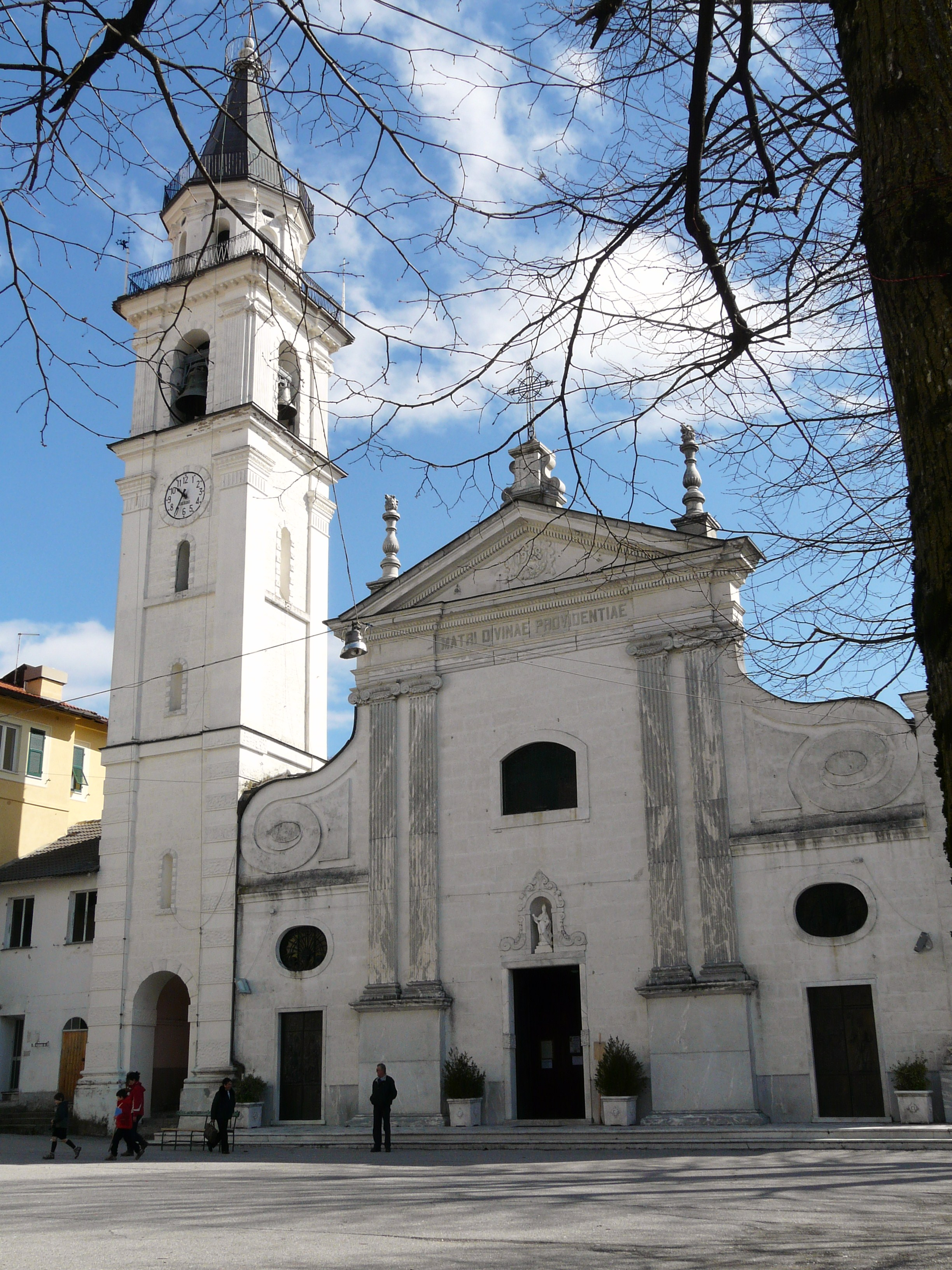
La chiesa parrocchiale di Sant'Onorato di Arles nel centro di Torriglia

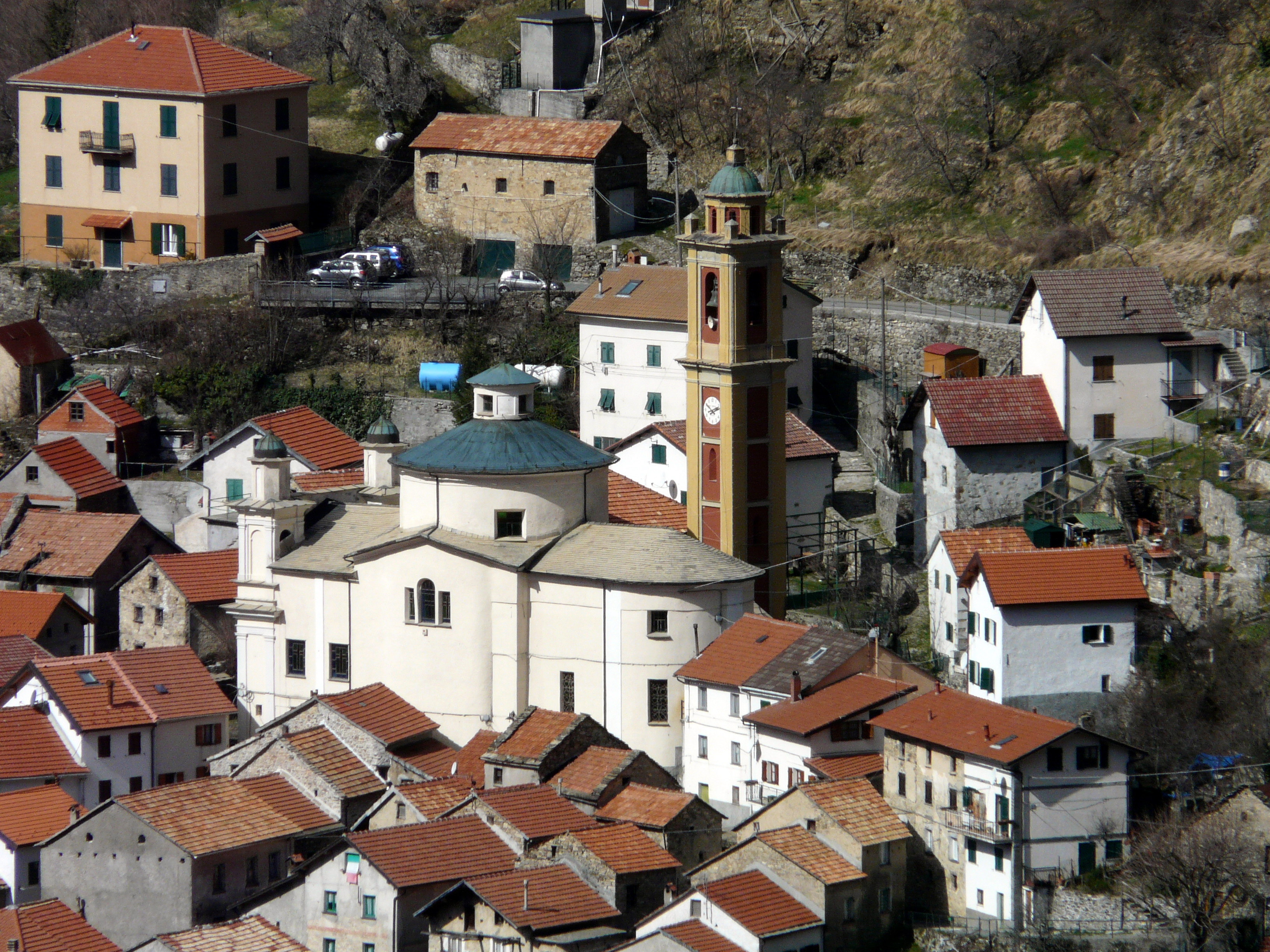
La parrocchiale di San Pietro nel borgo di Pentema

### Architetture religiose
- Chiesa parrocchiale di Sant'Onorato nel capoluogo. La parrocchiale, facente parte della diocesi di Tortona, è l'unica in Liguria con tale intitolazione. Rifatta nel XVII secolo conserva al suo interno statue marmoree di vari santi.
- Oratorio di San Vincenzo nel capoluogo. Sito nel piazzale antistante la parrocchiale di Sant'Onorato, un primo edificio è citato già nel 1474, ma l'attuale struttura è il frutto della sua ricostruzione nel 1794 in stile barocco. Nel 1843 subì il crollo della volta della navata e del tetto, a seguito degli eventi legati al terremoto del 1829, cui seguì il rifacimento della copertura e della cupola. Al 1891 risale il restauro della facciata con la lisciatura in marmo. Conserva al suo interno una statua del XVI secolo, proveniente dalla cappella privata del castello durante la dominazione dei Fieschi, raffigurante Nostra Signora della Neve. L'oratorio è aperto al pubblico durante le festività natalizie per l'esposizione del caratteristico presepe genovese.
- Chiesa di San Giorgio nella frazione di Bavastri, alle dipendenze della parrocchia di San Giacomo di Bavastrelli (Propata). Eretta nel XVI secolo ad unica navata, nel 1666 fu aggiunta la navata destra e nel 1757 quella di sinistra; nel 1691 venne realizzata la cappella intitolata a sant'Anna.
- Cappella di Sant'Anna nella frazione di Casaleggio, datata tra il 1700 e il 1720.
- Chiesa di San Giovanni Battista nella frazione di Cavorsi. Alcune fonti, non certificate, fanno risalire al XII secolo la costruzione dell'edificio che venne citato, però, per la prima volta in un atto vescovile nel 1459; nel 1886 venne restaurato.
- Chiesa di San Bernardo nella frazione di Donetta. Risalente al XVII secolo, presenta una struttura ad unica navata e campanile a vela.
- Cappella di San Michele Arcangelo nella frazione di Fascia di Carlo.
- Chiesa di San Giovanni Evangelista nella frazione di Garaventa. Venne edificata nel XVI secolo e restaurata nel corso del 1877. Tra il 1924 e il 1928 furono realizzati interventi all'intero bene: la costruzione e sopraelevazione del campanile (1924-1925) e sopraelevazione della volta.
- Chiesa antica di San Giacomo nella frazione di Laccio. La fondazione dell'antica parrocchiale, voluta dal principe Doria per venire incontro alle esigenze della locale popolazione, è risalente alla metà del XVI secolo. Tra il 1882 e il 1883 la struttura in stile neoclassico venne ampliata con il prolungamento della chiesa e la suddivisione in tre navate, mentre al 1836 risale l'aggiunta delle due cappelle laterali intitolate a san Rocco e alla Madonna Addolorata. L'attiguo campanile venne edificato nel corso dell'Ottocento e restaurato nella seconda metà del Novecento.
- Chiesa parrocchiale di San Giacomo nella frazione di Laccio. L'odierna parrocchiale fu edificata nel corso del 1968 e presenta una facciata a profilo parabolico.
- Chiesa di San Bartolomeo nella frazione di Marzano, risalente al XVII secolo. Nel 1862 venne realizzato il pavimento e nel corso del 1896 il restauro degli esterni ed interni; la facciata fu tinteggiata nel 1927.
- Chiesa parrocchiale di San Pietro apostolo nella frazione di Pentema. Risalente al 1850, all'interno è ospitata una statua di legno dedicata alla Madonna della Neve, attribuita alla scuola del Maragliano, ed è presente l'orchestra in pregevole struttura lignea sulla quale è sistemato l'organo corale, opera dei fratelli Paganini.
- Chiesa parrocchiale di Santa Maria nella frazione di Santa Maria del Porto. Secondo le fonti storiche venne fondata nel XV secolo dai frati agostiniani.
- Cappella della Panteca, dedicata a Nostra Signora della Guardia, ubicata lungo un crinale a circa mille metri di altitudine.
- Resti della cappella gentilizia della famiglia Guani, di cui si è conservata l'abside.

### Architetture civili

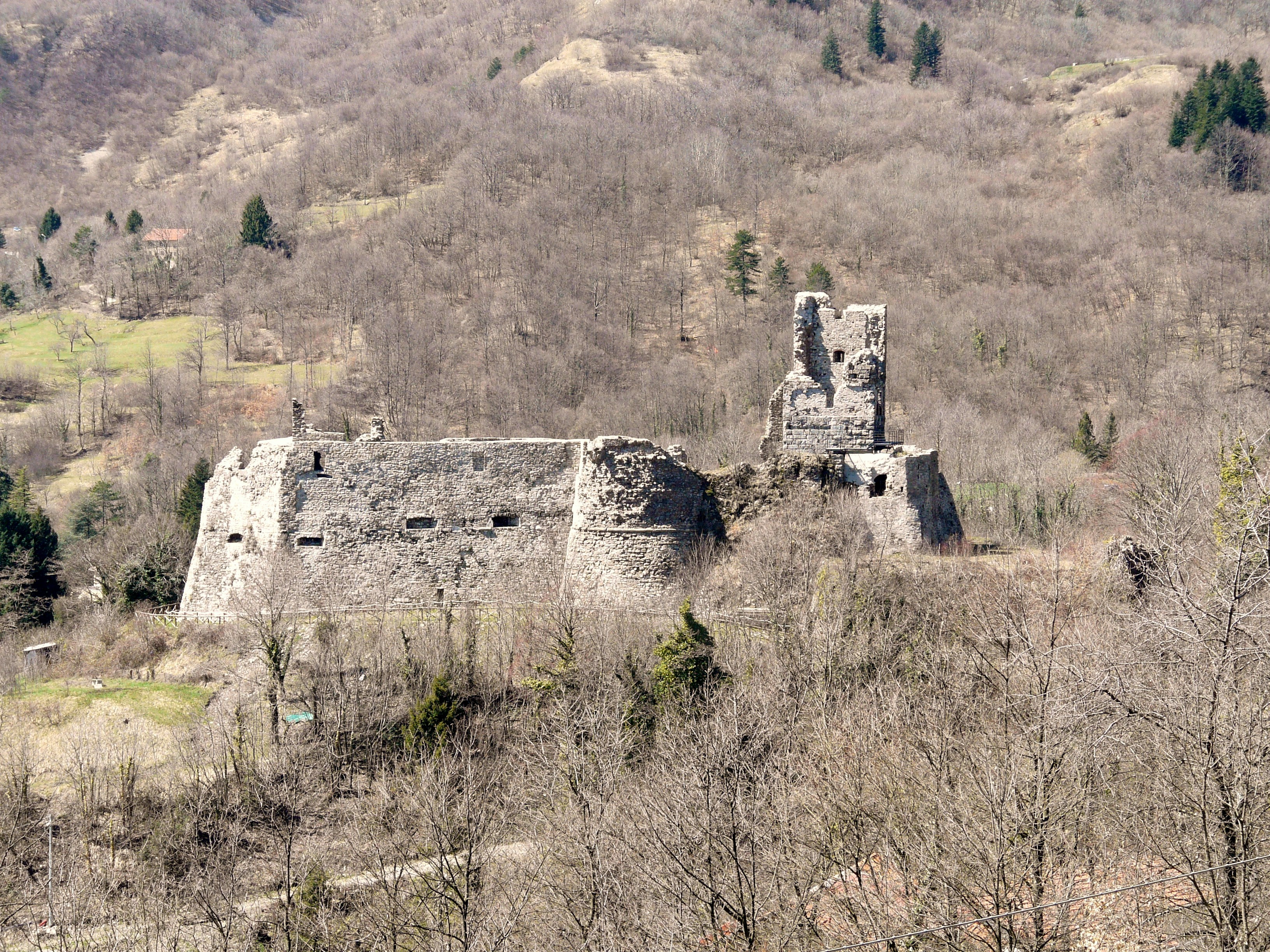
I ruderi del castello di Torriglia

- Villa Carlo e Giacomo Becchi, identificato come "Castello Becchi". Costruito tra il 1910 e il 1914 in stile neo medievale su progetto di Gino Coppedè nella frazione di Tercesi.
- Colonia "Carlo Piaggio", detto anche Albergo dei Fanciulli, realizzato nella prima metà del XX secolo.
- Palazzo comunale del XX secolo.
- Casa detta "La Torriglietta", nel capoluogo, edificio rettangolare edificato nel corso del XVIII secolo e sede dell'Ente Parco dell'Antola.

### Architetture militari
- Castello di Torriglia. Eretto secondo alcune fonti locali intorno o dopo l'anno 1000, il primo documento ufficiale che certifica l'esistenza del castello è una bolla papale del 1153 del pontefice Anastasio IV. Nella sua storia fu di proprietà della famiglia Malaspina (1180), dei Fieschi (XIII secolo) e quindi, dopo la congiura dei Fieschi del 1547, della famiglia Doria che lo mantenne, cambiandone radicalmente la struttura, fino al 1799 quando fu assalito e distrutto dagli abitanti di Torriglia. Dal 2009 è nuovamente accessibile e aperto al pubblico.
- Resti archeologici del castello medievale di Donetta, oggi semidistrutto. Il maniero sorge su una collinetta a circa due chilometri a nord dell'odierno paese di Donetta, in una località conosciuta come Pian della Torre o Torriglia Vecchia.

## Società

### Evoluzione demografica
Abitanti censiti

### Etnie e minoranze straniere
Secondo i dati Istat al 31 dicembre 2022, i cittadini stranieri residenti a Torriglia sono 82, così suddivisi per nazionalità, elencando per le presenze più significative:
1. Romania, 31

## Cultura

### Cucina
Noti anche in ambito non locale, i canestrelletti di Torriglia (marchio registrato) sono riconosciuti a livello nazionale come prodotto agroalimentare tradizionale italiano, di ingredienti semplici a base di farina, uova, burro, zucchero. Sono dei biscotti frollini a forma di piccola margherita con un diametro di 10 cm ed un foro di 3 cm. Si presentano con un foro nel mezzo e spolverati di zucchero a velo. Il Consorzio per la Tutela e Valorizzazione del Canestrelletto di Torriglia" ne promuove la valorizzazione nel rispetto del disciplinare di produzione.

### Eventi
- Si è svolta a Torriglia la rievocazione storica delle campagne napoleoniche che nel XVIII - XIX secolo videro il suo territorio come teatro di numerose battaglie. Numerosi gruppi di figuranti si sono radunati nell'antico borgo e nei prati adiacenti al castello per eseguire la rappresentazione delle battaglie.
- Nel periodo natalizio la frazione di Pentema trasforma il suo borgo in un vero e proprio presepe ambientato alla fine del XIX secolo. I personaggi esposti sono a grandezza naturale e vestiti con costumi d'epoca, ambientati in momenti di vita quotidiana.

## Geografia antropica
Il suo territorio comunale comprende le frazioni di Acquabuona inferiore, Acquabuona superiore, Bavastri, Buoni di Pentema, Candini, Casaleggio, Cavorsi, Costafontana, Costalunga, Costapianella, Costazza, Donderi, Donetta, Fallarosa, Fascia di Carlo, Frevada, Garaventa, Gurre, Laccio, Marzano, Obbi, Olcesi, Passo della Scoffera, Pentema, Pezza, Poggio, Ponte Trebbia, Riola, Santa Maria del Porto, Serre di Pentema, Siginella, Tecosa, Tinello, Vi per un totale di 60,02 km2.
Confina a nord con i comuni di Valbrevenna, Propata e Rondanina, a sud con Davagna, Lumarzo e Neirone, ad ovest con Montoggio e Davagna e ad est con Propata, Rondanina, Montebruno, Moconesi (exclave di Santa Brilla) e Lorsica (exclave di Barbagelata).

## Economia

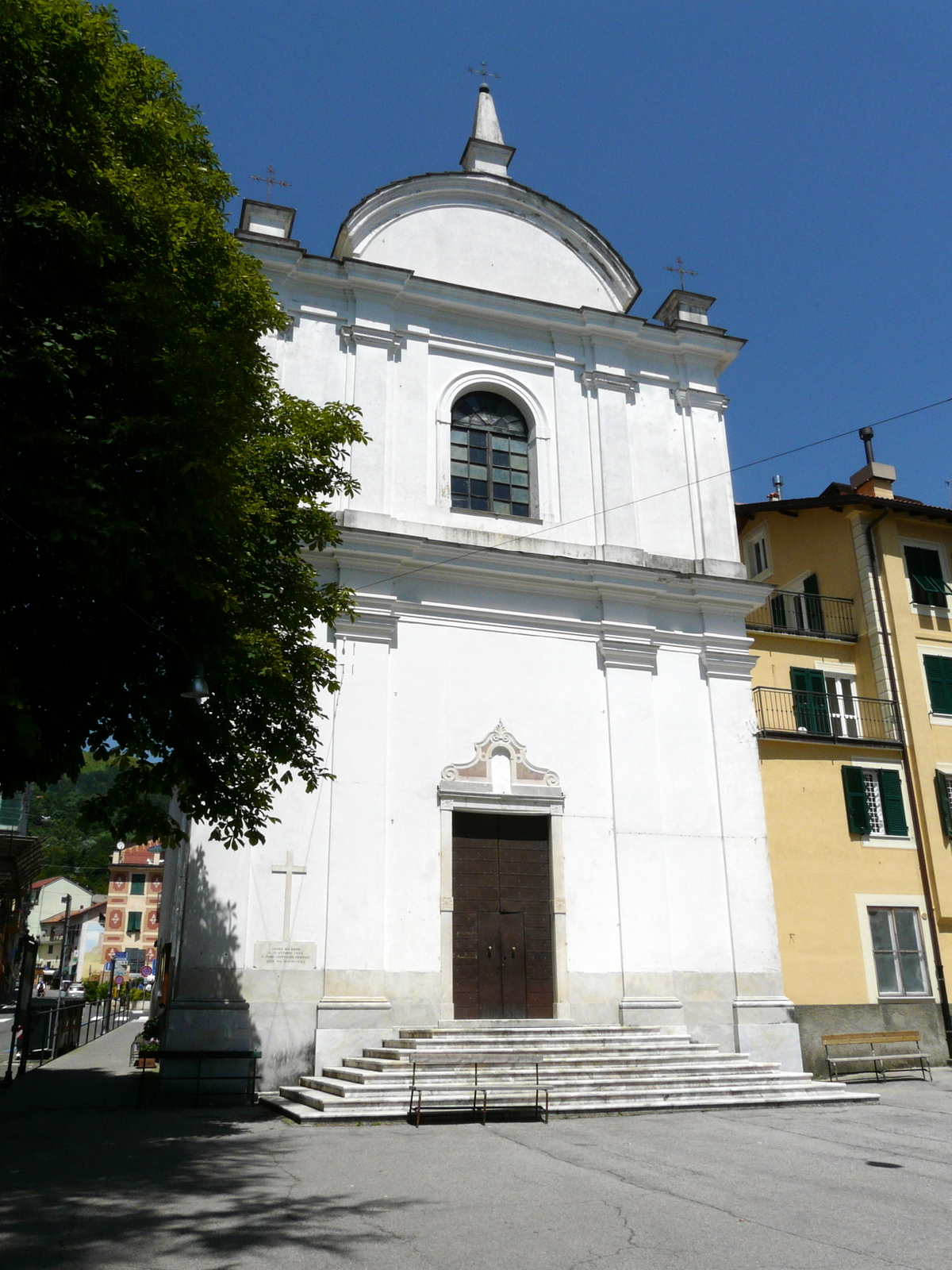
L'oratorio di San Vincenzo

L'economia comunale si basa prevalentemente sull'attività commerciale e turistica, l'attività agricola e l'allevamento del bestiame negli anni si è fortemente ridimensionata. Rinomata è la patata bianca di Torriglia e la patata quarantina bianca genovese.
Il vicino bacino idrico artificiale del lago del Brugneto, costruito nel 1959, costituisce la principale riserva idrica di Genova.

## Infrastrutture e trasporti

### Strade
Il centro di Torriglia è attraversato principalmente dalla strada provinciale 62 Franco Rolandi, la quale s'innesta con la principale arteria della strada statale 45 di Val Trebbia collegandosi con Davagna, ad ovest, e Montebruno ad est. Ulteriori collegamenti viari del territorio sono la provinciale 15 del Brugneto, per raggiungere Propata, e la strada provinciale 226 di Valle Scrivia al bivio di Laccio.

### Mobilità Urbana
Dal comune di Genova un servizio di trasporto pubblico locale gestito dall'AMT garantisce quotidiani collegamenti bus con Torriglia e le altre località del territorio comunale. Sono presenti inoltre collegamenti da e per i comuni circostanti, quali Bargagli, Montebruno, Rovegno, Gorreto, Ottone (PC), Davagna, Propata, Rondanina e Montoggio (passando dalla frazione torrigliese di Laccio).

## Amministrazione

Il municipio

| Periodo           | Periodo           | Primo cittadino   | Partito                                             | Carica         | Note   |
| ----------------- | ----------------- | ----------------- | --------------------------------------------------- | -------------- | ------ |
| 23 giugno 1985    | 1º giugno 1990    | Giuseppe Cevasco  | DC                                                  | Sindaco        |        |
| 3 luglio 1990     | 24 aprile 1995    | Giuseppe Cevasco  | DC                                                  | Sindaco        |        |
| 24 aprile 1995    | 14 giugno 1999    | Giuseppe Cevasco  | Torriglia 1995 (lista civica di centro)             | Sindaco        |        |
| 14 giugno 1999    | 14 giugno 2004    | Giuseppe Cevasco  | Torriglia 1999 (lista civica di centro)             | Sindaco        |        |
| 15 giugno 2004    | 8 giugno 2009     | Fabio Fossa       | Torriglia 2004 (lista civica di centro)             | Sindaco        |        |
| 9 giugno 2009     | 6 novembre 2009   | Maurizio Beltrami | Insieme per il futuro Torriglia 2009 (lista civica) | Sindaco        | [ 19 ] |
| 26 novembre 2009  | 30 marzo 2010     | Edoardo Sottile   |                                                     | Comm. straord. |        |
| 30 marzo 2010     | 2 giugno 2015     | Maurizio Beltrami | Insieme per il futuro (lista civica)                | Sindaco        |        |
| 2 giugno 2015     | 22 settembre 2020 | Maurizio Beltrami | Insieme per il futuro (lista civica)                | Sindaco        |        |
| 22 settembre 2020 | in carica         | Maurizio Beltrami | Insieme per il futuro (lista civica)                | Sindaco        |        |

## Sport

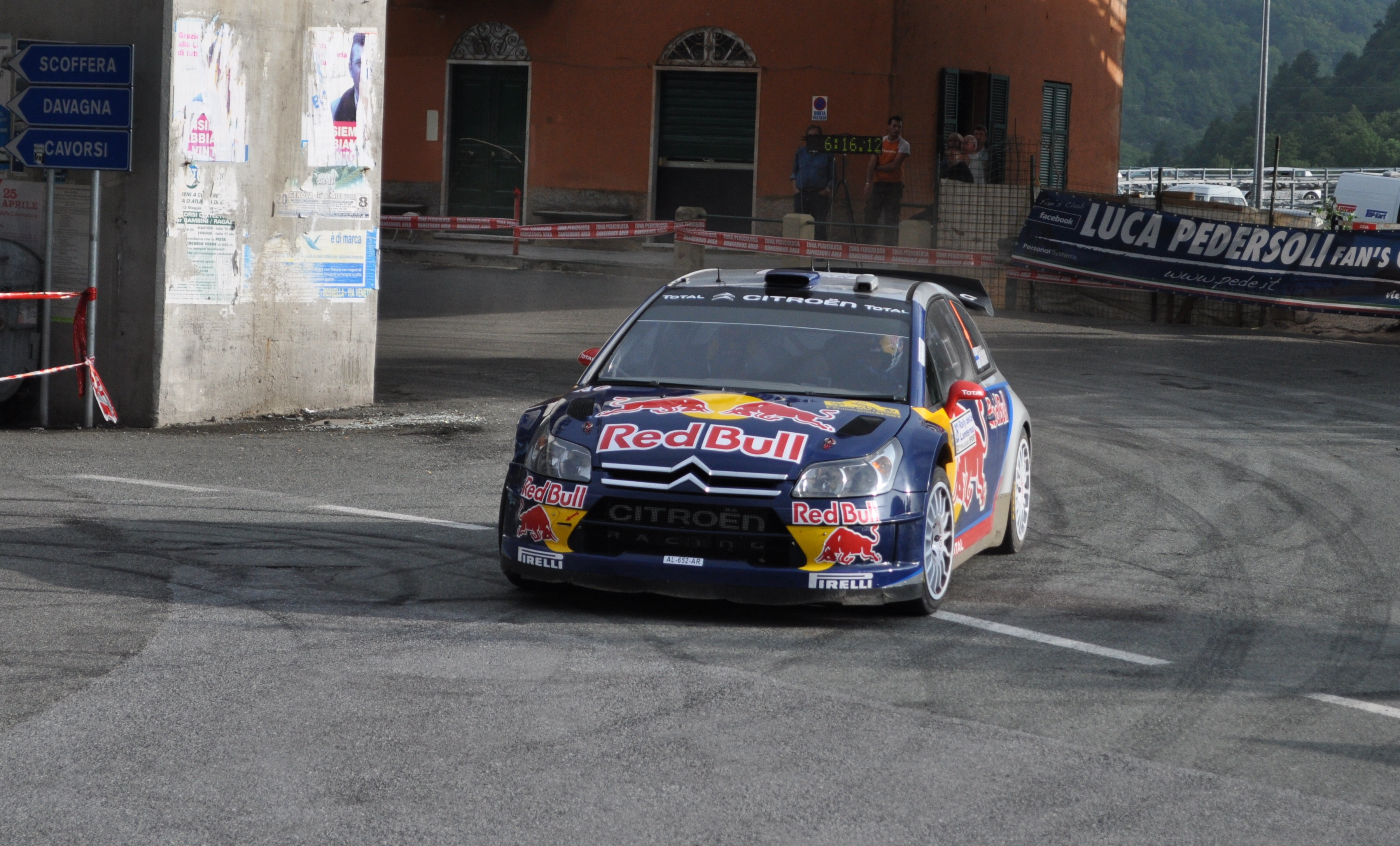
Kimi Räikkönen al 26° Rally della Lanterna

- Polisportiva Torriglia 1977, squadra di calcio, militante nel campionato di Seconda Categoria.
- Ogni anno ospita due tappe speciali del Rally della Lanterna. Il 26° Rally della Lanterna (2010) verrà ricordato per la partecipazioni di Sébastien Ogier, vincitore del Rally della Lanterna e della seconda tappa (Laccio) e di Kimi Räikkönen, vincitore della prima tappa (Laccio), e sua prima vittoria (di tappa) in assoluto nei rally.